# Petr Ulrych
Petr Ulrych (* 21. únor 1944 Hradec Králové) je moravský zpěvák, hudební skladatel a textař, bratr zpěvačky Hany Ulrychové.

## Životopis
Po ukončení střední školy vystudoval letecké inženýrství na Vojenské akademii v Brně. Letectví se však nikdy nevěnoval, ihned po ukončení školy v roce 1966 se stal profesionálním hudebníkem. Během studií na vysoké škole se soukromě učil hře na klavír, na brněnské konzervatoři dva roky studoval skladbu a hru na kontrabas. V roce 1961 spoluzaložil brněnské Divadlo bez tradic (DIBETRA), kam ho posléze následovala i jeho mladší sestra Hana. Od roku 1964 přešel do rockové skupiny Vulkán, v roce 1967 pak do skupiny Atlantis, kam ho opět následovala i sestra Hana.
Když „21. srpna 1968 přišla "na pomoc" bratrská vojska, Petr Ulrych tentýž den spontánně složil a nahrál píseň Zachovejte klid!. Slova "To ráno bylo klidný jako všechna rána, … a nikdo netušil, že otevře se brána pro křídla strašných ptáků, která nejsou sen. Zachovejte klid, se ozvalo z ticha, přišel k nám někdo, kdo nebyl pozvaný, zachovejte klid, když těžko se dýchá a každou chvíli někdo vběhne do rány. Zbývá mi jenom píseň, a proto zpívám jděte pryč, jděte pryč, pravdu nezničí tanky, my máme pravdu a vy jenom bič, zradu a bič" samozřejmě neunikla cenzorům a na kariéru Ulrychových to mělo fatální dopad.“
Se skupinou Atlantis vystupoval v pražském divadle Rokoko v pořadu Nepůjdem do kláštera. Největším hitem skupiny byla píseň Nechoď do kláštera, jež tehdy zvítězila v rozhlasové houpačce (což byla někdejší rozhlasová hitparáda). Petr Ulrych projevoval sklony k syntéze moravského folklóru s rockem, což se výrazně projevilo v následujících letech. V roce 1974 vychází sourozencům Ulrychovým legendární album Nikola šuhaj loupežník (mnohem dříve než pozdější divadelní a filmové adaptace téhož námětu, jež nesly odlišný název Balada pro banditu). Tato úspěšná deska nahraná společně s Orchestrem Gustava Broma posunula sourozeneckou dvojici směrem k moravskému folklóru a stylizaci moravských lidových písní, které jsou dodnes hlavním repertoárem jejich doprovodné hudební skupiny Javory. Petr Ulrych je uměleckým vedoucím, skladatelem i textařem skupiny. Kromě toho je autorem scénické a filmové hudby k několika filmům a divadelním představením. Společně se sestrou Hanou také vystupoval v jím zhudebněných (jako spoluautor se Stanislavem Mošou) muzikálech Legenda, Máj, Koločava a Radúz a Mahulena uváděných Městským divadlem Brno. Za hudbu k muzikálu Koločava získal cenu Alfréda Radoka.

## Hudba pro film a divadlo

### scénická hudba
- Dynamit – Divadlo Jiřího Wolkera, Praha
- Býk Klemens – Státní divadlo Brno
- Čarovná Barborka – Státní divadlo Brno
- Legenda – (spoluautor Stanislav Moša) – Městské divadlo Brno
- Máj – (spoluautor Stanislav Moša)- Městské divadlo Brno
- Koločava – (spoluautor Stanislav Moša) – Městské divadlo Brno
- Radúz a Mahulena – (spoluautor Stanislav Moša) – Městské divadlo Brno

### filmová hudba
- 1994 Díky za každé nové ráno
- 1985 My holky z městečka[3]
- 1983 O statečném kováři
- 1980 Sonáta pro zrzku[4]

## Diskografie, výběr

### Gramofonové desky
- 1971 – 13 HP (společně s Hanou Ulrychovou)
- 1972 – Hej dámy, děti a páni (společně s Hanou Ulrychovou)
- 1974 – Hana & Petr (licenční deska, společně s Hanou Ulrychovou)
- 1974 – Nikola šuhaj loupežník (společně s Hanou Ulrychovou a Orchestrem Gustava Broma)
- 1975 – Meč a přeslice (společně s Hanou Ulrychovou)
- 1978 – Ententýny (společně s Hanou Ulrychovou a skupinou Javory)
- 1982 – Zpívání (společně s Hanou Ulrychovou a skupinou Javory)
- 1983 – Zpívání při vínečku (společně s Hanou Ulrychovou a skupinou Javory)
- 1985 – Bylinky (společně s Hanou Ulrychovou a skupinou Javory)
- 1987 – Příběh (společně s Hanou Ulrychovou a skupinou Javory)
- 1990 – Odyssea (nevydaná nahrávka z roku 1969 se skupinou Atlantis)

### CD
- (1991) Cestou k tichému hlasu (Supraphon, CD)
- (1993) Bílá místa (Venkow Records, CD)
- (1994) To nejlepší s Javory (Venkow Records, CD) (Javory)
- (1997) Odyssea (Bonton Music, CD) (nevydaná nahrávka z roku 1969 se skupinou Atlantis)
- (1997) O naději (Venkow Records, CD)
- (1998) Pokoj lidem dobré vůle (Venkow Records, CD) (live záznam vánočního koncertu)
- (1998) Best Of – ze starých LP (Venkow/Polygram, CD)
- (1999) Seď a tiše poslouchej (Bonton Music, CD)
- (1999) Malé zrnko písku (Venkow Records, CD)
- (2002) Koločava (Venkow Records, CD)
- (2003) Šumaři (Universal Music, CD)
- (2004) Příběh/Ententýny (Brothers Record, CD) (reedice starších alb z r. 79 a 87 – 2CD)
- (2005) Písně (Supraphon, CD) (to nejlepší z let 1964-1997)
- (2006) Stromy, voda, tráva (Universal Music, CD)
- (2007) Zpívaní/Zpívaní pri vínečku (Supraphon, CD)
- (2007) Čtyřicet nej (Universal Music, CD) (2CD)
- (2014) Půlstoletí (1964–2014) (3CD)